# PINOCCHIOP BEST ALBUM 2009-2020 寿
『PINOCCHIOP BEST ALBUM 2009-2020 寿』（ことぶき）は、2021年3月3日にU/M/A/Aからリリースされたピノキオピー初のベストアルバム。

## 概要
2009年から2021年までの名曲をチョイスしたピノキオピー初のベストアルバム。
「腐れ外道とチョコレゐト」や「ありふれたせかいせいふく」、「すろぉもぉしょん」、「すきなことだけでいいです」など一部を除きほぼすべてのミリオン達成曲を収録している。

## 収録曲
Disc1(CD)
1. 愛されなくても君がいる
2. すきなことだけでいいです
3. おばけのウケねらい
4. ニナ
5. すろぉもぉしょん
6. アップルドットコム
7. からっぽのまにまに
8. モチベーションが死んでる
9. 頓珍漢の宴 - MV edit -
10. マッシュルームマザー
11. きみも悪い人でよかった
12. ぼくらはみんな意味不明
13. 10年後のボーカロイドのうた
Disc2(CD)
1. セカイはまだ始まってすらいない
2. はじめまして地球人さん
3. ありふれたせかいせいふく
4. 腐れ外道とチョコレゐト
5. 空想しょうもない日々 - MV edit -
6. 内臓ありますか
7. ボカロはダサい
8. 祭りだヘイカモン -  MV edit - 
9. ゴージャスビッグ対談 
10. アンテナ - re:rec - 
11. ラブソングを殺さないで 
12. eight hundred 
13. 君が生きてなくてよかった
Disc3(CD)
1. マッシュルームマザー - ZANIO & PinocchioP live remix - / ZANIO & ピノキオピー 
2. ニナ - Jumping remix - / ピノキオピー 
3. ラブソングを殺さないで - JAPAN EXPO remix - / ピノキオピー 
4. すきなことだけでいいです - DECO*27 & TeddyLoid remix - / DECO*27 & TeddyLoid 
5. ぼくらはみんな意味不明 - nu metal remix - / 鬱P 
6. アップルドットコム - Sickness remix  - / ARuFa 
7. ヨヅリナ - doze off remix - / ササノマリイ 
8. 祭りだヘイカモン - 姦し remix - / 梨本うい 
9. はじめまして地球人さん - nakatagai remix - / 椎名もた 
10. 内臓ありますか - ATOLS remix - / ATOLS 
11. すろぉもぉしょん - sasakure.UK remix - / sasakure.UK